# 관리 연속성
|                                                       |
| 증거법                                                |
| 영미법 시리즈                                         |
| 증거의 종류                                           |
| 증언 · 물증                                           |
| 전자증거 · 무죄입증 증거                              |
| 과학적 증거 · 물적 증거                               |
| 목격자지목 · DNA증거                                  |
| 거짓말                                                |
| 관련성                                                |
| 입증책임 · 증거기초                                   |
| 공공복리예외 · 오염 · 성격증거                        |
| 습관증거 · 유사사실                                   |
| 진위확인                                              |
| 관리 연속성 · 주지의 사실                             |
| 최량증거원칙 · 자기확증문서 · 오래된 문서             |
| 증인                                                  |
| 증인적격 · 증언거부특권                               |
| 직접신문 · 교호신문 · 재직접신문                      |
| 탄핵증거                                              |
| 기록된 기억 · 전문가증언                              |
| 사망자 규정                                           |
| 전문증거와 예외                                       |
| 영국법 · 미국법                                       |
| 자백 · 업무상 기록                                    |
| 흥분 상태의 언급 · 임종시의 진술                      |
| 일방 당사자의 자인 · 오래된 문서                      |
| 이익에 반하는 진술 · 현장성 감각 인상 · 부대상황 사실 |
| 권위학술서 · 비언어적 행동                            |
| 미국법의 다른 영역                                    |
| 계약법 · 불법행위법                                   |
| 재산법 과 미국의 유언신탁법                           |
| 형법 · 증거법                                         |

관리 연속성 혹은 보관 연계성(chain of custody)이란 증거법상 개념으로, 증거가 생겨난 이래 그것을 보관한 주체들의 연속적 승계 및 관리의 단절이 있었음을 판단하는 것을 말한다. 이는 기록의 진본성을 판정하는 중요한 기준이다. 증거보관의 연속성이나 증거물 연계성이라고도 한다.
현재의 증거가 최초로 수집된 상태에서 지금까지 어떠한 변경도 되지 않았다는 것을 보증하기 위한 절차적인 방법으로 미국의 경우 관리 연속성이 지켜지지 않으면 해당 증거물은 법적 증거 효력을 갖지 못하게 되며 해당 증거물에서 나오는 모든 증거물은 법적 증거 효력을 가지지 못하게 되며 이는 수사기관 등에서 의도적인 증거조작으로부터 피의자를 보호하려는 성격을 지니고 있다.

## 사례
원세훈 전 국정원장의 집에 화염병을 투척하였다는 혐의의 피고인에게 대해 법원은 핵심 증거로 제출한 원 전 원장 자택 인근 CCTV 화면이 CCTV의 원래 저장장치에서 수사관의 USB로, USB에서 수사관 컴퓨터로, 이 컴퓨터에서 다시 CD로 2∼3회 이상 복사되는 과정에서 파일을 담은 저장장치를 전혀 봉인하지 않았다"며 "원본파일과 복사본의 동일성을 인정할 수 없다"고 판단하여 무죄를 선고하였다.

## 참고 문헌
- 이성기, 증거물 보관의 연속성(Chain of Custody) 원칙과 증거법적 함의, 경찰학연구 제11권 제3호 통권 제27호 (2011년 9월) pp.55-84
- 아서 베스트, 미국 증거법 (사례와 해설), 탐구사 2009. ISBN 978-89-89942-20-7

## 같이 보기
- 컴퓨터 포렌식